# Бутков, Владимир Петрович
Влади́мир Петро́вич Бутко́в (1813—1881) — статс-секретарь (1851), действительный тайный советник (1867), государственный секретарь. Председатель Комиссий для составления проектов судебных уставов, руководитель разработки судебной реформы 1864 года.

## Биография
Родился 10 (22) апреля 1813 года в семье будущего сенатора и действительного статского советника Петра Григорьевича Буткова.
В 1832 году окончил 2-ю Санкт-Петербургскую гимназию и 27 сентября поступил на службу в канцелярию военного министерства; 25 апреля 1834 года был назначен помощником начальника особой экспедиции по делам общим и секретным этой канцелярии, а 26 июля 1835 года её секретарём. В том же году Бутков занял должность правителя дел Комитета для поверки и составления Свода военных законов.
С 15 мая 1838 года он был определён в военно-походную канцелярию Его Величества чиновником для работ по продолжению Свода военных законов, а 3 февраля 1842 года командирован, по Высочайшему повелению, в Закавказский край — при статс-секретаре М. П. Позене, которому была поручена ревизия гражданского устройства в Закавказье. Вернувшись из этой командировки, В. П. Бутков 27 октября того же года был назначен старшим чиновником временного отделения Собственной Его Величества канцелярии, с оставлением при прежних занятиях по редакции свода военных законов; 23 мая 1843 года ему было повелено, независимо от прежней должности, временно управлять делами комитета по устройству Закавказского края, а 3 февраля 1845 года он был назначен управляющим делами Кавказского комитета, с причислением к 1-му отделению канцелярии Его Величества. Кроме того, в 1846 году Бутков участвовал в комитете, учрежденном при II-м отделении той же канцелярии, для рассмотрения свода мусульманских постановлений, а в 1847 и 1848 гг. командировался в разные губернии для надзора за воспитанием кавказских и закавказских уроженцев; 1 января 1847 года В. П. Бутков был произведён в чин действительного статского советника, а 17 января 1848 года пожалован табакеркой с бриллиантами и вензелем Его Величества.
С 1 мая 1849 года — помощник управляющего делами Комитета министров, а с 1 января 1850 года — управляющий, с сохранением должности по Кавказскому комитету. Тогда же на него было возложено и управление делами секретного комитета о расколе. Наконец, 1 января 1851 года Бутков был пожалован в статс-секретари Его Величества, 17 апреля 1852 года он был назначен управляющим делами Сибирского комитета и прослужил в этой должности до роспуска последнего 31 декабря 1864 года.
С 1 января 1853 года по 1 января 1865 года был государственным секретарём, а затем членом Государственного совета и комитета министров. В продолжение 1860-х гг. был главноначальствующим Лазаревского института. Почётный член Петербургской академии наук с декабря 1863 года. С 31 декабря 1854 года — тайный советник.

Обладая большими административными способностями, обширным практическим умом, а главное умением выбирать людей, Бутков, по вступлении на престол императора Александра II, преобразовал состав государственной канцелярии, постоянно пополняя её людьми, получившими высшее образование; между прочим, он сумел оценить С. И. Зарудного, который впоследствии сделался главным его сотрудником и виднейшим деятелем комиссий, состоявших под его председательством … пользовался неограниченным доверием императора Александра II <…> Вообще не подлежит никакому сомнению, что без его настойчивости и его умения устранять препятствия, неоднократно встречавшиеся при рассмотрении новых начал, введенных в Судебные Уставы, утверждение их в том виде, в каком оно состоялось, и обращение к исполнению могло бы значительно замедлиться.— Бутков, Владимир Петрович // Энциклопедический словарь Брокгауза и Ефрона : в 86 т. (82 т. и 4 доп.). — СПб., 1890—1907.
Осенью 1861 года всё дело судебной реформы сосредоточилось в руках Буткова и его главного сотрудника С. И. Зарудного. Особая комиссия для изготовления проектов уставов уголовного и гражданского судопроизводства и судоустройства под председательством Буткова в течение 11 месяцев с неслыханной быстротой и образцовой обстоятельностью составила все проекты Судебных уставов. Бутков подготовил почву для успешного рассмотрения составленных под его председательством проектов в государственном совете. В 1865—1866 гг. он председательствовал в комиссии, учрежденной для разработки законоположений о введении в действие Судебных уставов 1864 года. За труды по судебной реформе был награждён орденом Святого Александра Невского с бриллиантовыми знаками. Был произведён в действительные статские советники 1 января 1867 года. был председателем Комиссии для пересмотра рекрутского устава (1866–1870).
Скончался 28 марта (9 апреля) 1881 года после тяжкой болезни, продолжавшейся более 13 лет, и был похоронен на Лазаревском кладбище Александро-Невской лавры.

## Награды
- Орден Святого Владимира 4-й степени (29.03.1836)
- Орден Святого Станислава 2-й степени (17.04.1838)
- Высочайшая благодарность (06.12.1839)
- Орден Святой Анны 2-й степени (14.04.1840)
- Орден Святого Владимира 3-й степени (07.04.1846)
- Золотая табакерка с алмазами и вензелем императора Николая I (17.01.1848)
- Орден Святого Станислава 1-й степени (01.01.1849)
- Орден Святой Анны 1-й степени (01.01.1852)
- Орден Святого Владимира 2-й степени (31.12.1853)
- Высочайшая благодарность (23.12.1855)
- Орден Белого орла (26.08.1856)
- Золотая табакерка с алмазами и портретом императора Александра II (30.12.1858)
- Орден Святого Александра Невского (31.12.1859)
- Бриллиантовые знаки к ордену Святого Александра Невского (01.01.1865)
- Знак отличия беспорочной службы за XV лет (22.08.1850)
- Знак отличия беспорочной службы за XX лет (22.08.1854)
- Знак отличия беспорочной службы за XXV лет (22.08.1858)

Иностранные:
- Персидский орден Льва и Солнца 1-й степени (1849)

## Семья
Женился 19 апреля 1939 года на дочери статского советника Наталье Владимировне Кондоиди, внучке сенатора Г. П. Кондоиди.